# Nils Trolle (1777–1827)
Nils Trolle, född 25 november 1777 i Hyby församling, Malmöhus län, död 30 juli 1827 i Hyby församling, Malmöhus län, var en svensk kammarherre och friherre.

## Biografi
Nils Trolle föddes 1777 på Klågerups slott i Hyby socken. Han var son till kammarherren Arvid Trolle och Liboria Magdalena Harmens. Trolle blev student vid Lunds universitet och avlade examen i historia 10 juni 1794 och juridikexamen 3 maj 1796. Han blev auskultant i Svea hovrätt oktober 1796 och blev extra ordinarie kanslist i justitierevisionen 16 maj 1797. Trolle var kammarherre hos kungen 11 januari 1803 och blev friherre Trolle 27 februari 1816, introducerades 3 maj 1817 i Sveriges Riddarhus under nummer 360. Han utnämndes 1824 till riddare av Nordstjärneorden. Trolle avled 1827 på Klågerups slott och begravdes bredvid sin fru i Hyby kyrka.

### Egendom
Trolle ägde Klågerups slott i Hyby socken.

### Familj
Trolle gifte sig 8 maj 1803 med Andreetta Christina Barchæus (1780–1833), dotter till brukspatronen Anders Barchæus och Hedvig Catharina Wittfoth. De fick tillsammans barnen Hedvig Magdalena Trolle (1804–1877), Brita Carolina Trolle (1805–1878), Hilla Augusta Gustava Trolle (1806–1822), kammarherren Fredrik Arvid Trolle (1807–1839), ryttmästaren Nils Trolle (1809–1890) vid Skånska husarregementet, kammarherren Carl Axel Trolle (1810–1879), Herved Trolle (1811–1811), ryttmästaren Birger Trolle (1813–1890) vid Skånska husarregementet och Vivika Charlotta Christina Trolle (1815–1893) som var gift med ordonnansofficeren Peter Axel Dahl.